# 宇宙魔神大剑王
《宇宙魔神大剑豪》是1978年7月27日至1979年2月15日在朝日電視台播放共26話，鳥プロ制作的机器人动画。

## 故事
由于將軍機械里昂带領的麥捷倫帝國發動侵略全銀河戰爭，以艾比利亞斯為主星的銀河聯盟在戰力上处于劣勢。此時每隔950年就會接近艾比利亞斯的彗星魔神之星出現，艾比利亞斯的守護神,大劍豪石像復活成機械人，艾比利亞斯的二王子雷牙和戰友克莉奧等人开大劍豪开始反擊。

## 主題曲
片頭曲「宇宙魔神ダイケンゴーの歌」
作詞：鳥海尽三，作曲：小林亞星，編曲：高田弘，歌：堀江美都子、こおろぎ'73、ザ・チャープス
片尾曲「宇宙の男ライガー」
作詞：酒井あきよし，作曲：小林亞星，編曲：高田弘，歌：MoJo、ザ・チャープス

## 各話列表
| 話數 | 播放日         | 標題                       | 劇本                | 演出     |
| ---- | -------------- | -------------------------- | ------------------- | -------- |
| 1    | 1978年 7月27日 | あらくれ星雲児             | 鳥海尽三            | 八尋旭   |
| 2    | 8月3日         | 孤独の星武者               | 陶山智 山村一朗     | 古川順康 |
| 3    | 8月24日        | さすらい星ブライマン       | 酒井昭義 福島みちお | 山内重保 |
| 4    | 8月31日        | 二つのはぐれ星             | 鳥海尽三 毛利元     | 古川順康 |
| 5    | 9月7日         | 友情の小惑星(アステロイド) | 陶山智 山村一朗     | 古川順康 |
| 6    | 9月14日        | さらばゲリラ星             | 酒井昭義 福島みちお | 八尋旭   |
| 7    | 9月21日        | 第三惑星異常なし           | 鳥海尽三 毛利元     | 山内重保 |
| 8    | 9月28日        | 愛の裏切り星               | 酒井昭義 福島みちお | 八尋旭   |
| 9    | 10月5日        | 二連星の誓い               | 鳥海尽三 毛利元     | 古川順康 |
| 10   | 10月12日       | 泣くな母恋星               | 酒井昭義 福島みちお | 山内重保 |
| 11   | 10月19日       | 地獄星雲の対決             | 鳥海尽三 毛利元     | 八尋旭   |
| 12   | 10月26日       | 嵐を呼ぶ王星               | 酒井昭義 福島みちお | 古川順康 |
| 13   | 11月2日        | ブライ星の秘密             | 酒井昭義 福島みちお | 古川順康 |
| 14   | 11月9日        | 移動星の設計図             | 海老沼三郎 酒井昭義 | 八尋旭   |
| 15   | 11月16日       | 魔の怪物星                 | 酒井昭義 福島みちお | 山内重保 |
| 16   | 11月23日       | 星の渡り鳥                 | 酒井昭義 福島みちお | 古川順康 |
| 17   | 11月30日       | 第三惑星の友情             | 鳥海尽三 毛利元     | 八尋旭   |
| 18   | 12月7日        | 謎のゆうれい星             | 酒井昭義 福島みちお | 古川順康 |
| 19   | 12月14日       | 銀河のはぐれ星             | 鳥海尽三 毛利元     | 古川順康 |
| 20   | 12月21日       | 母なる星の危機             | 福島みちお          | 八尋旭   |
| 21   | 1979年 1月4日  | 星の十字架                 | 福島みちお          | 古川順康 |
| 22   | 1月11日        | 危うし! 第三惑星           | 福島みちお          | 八尋旭   |
| 23   | 1月18日        | マゼラン星雲の陰謀         | 酒井昭義 福島みちお | 八尋旭   |
| 24   | 2月1日         | 星魔王の挑戦               | 福島みちお          | 古川順康 |
| 25   | 2月8日         | 星雲灯台X-01               | 福島みちお          | 古川順康 |
| 26   | 2月15日        | 戦え! 王星三剣士           | 陶山智              | 八尋旭   |